# Myllykosken Pallo-47
Maillots
Le Myllykosken Pallo-47 (ou MYPA, anciennement MyPa) est un club de football finlandais basé à Kouvola. Son équipe professionnelle, sacrée championne de Finlande en 2005, a déposé le bilan en février 2015 après s'être vu refuser une licence pour participer au championnat de première division en raison de graves problèmes financiers.

## Historique
Le club est fondé en 1947. Après avoir gravi les échelons amateur, il atteint la première division une première fois en 1975, mais est relégué immédiatement. La seconde montée, en 1991, sera plus fructueuse et MyPa devient un club important. Dès 1992, il remporte la  Coupe de Finlande  et participe à la Coupe d'Europe des vainqueurs de coupe (saison 1993-94). Il se classe deuxième du championnat à quatre reprises (1993, 1994, 1995, 2002) avant d'être enfin sacré champion de Finlande en 2005. Présent en première division sans interruption entre 1992 et 2015 (seul le HJK Helsinki a fait mieux), il dispute 56 matches de coupe d'Europe (essentiellement Coupe de l'UEFA et Ligue Europa).
Dans les années 2010, il connaît de graves problèmes financiers, dus notamment à la fermeture en 2011 de l'usine de papier locale, son principal partenaire commercial, qui entraînent une baisse de son budget de 40%. Les pertes atteignent 400 000 euros en 2013. La ligue professionnelle ne lui renouvelle pas sa licence pour la première division pour la saison 2015, mais lui propose tout de même un engagement en deuxième division. Le conseil d'administration du club préfère refuser et dépose le bilan de l'équipe professionnelle le 20 février 2015. Une nouvelle entité entièrement amateur appelée MYPA Juniorit obtient une délégation pour encadrer les équipes de jeunes et la section féminine, tandis qu'une équipe senior masculine est engagée dans le championnat régional du sud-est au plus bas niveau de la hiérarchie amateur (septième division), où elle perd d'ailleurs tous ses matches.

## Palmarès
- Championnat de Finlande (1)
  - Champion : 2005
  - Vice-champion : 1993, 1994, 1995, 1996, 2002
- Championnat de Finlande de deuxième division (2)
  - Champion : 1974, 1991
- Coupe de Finlande (3)
  - Vainqueur : 1992, 1995, 2004

## Anciens joueurs
- Jari Litmanen
- Saku Puhakainen
- Sampsa Timoska
- Sami Hyypiä

## Anciens entraîneurs
- Antti Muurinen